# Marcelo Díaz
Marcelo Alfonso Díaz Rojas, född 30 december 1986 i Santiago de Chile, Chile, är en chilensk fotbollsspelare som spelar som mittfältare för Racing Club.
Díaz spelar även för Chiles fotbollslandslag.

## Meriter

### Universidad de Chile
- Primera División de Chile: 2011
- Copa Sudamericana: 2011

### Basel
- Raiffeisen Super League: 2012/2013, 2013/2014